# فاشراوات
الفاشراوات (الاسم العلمي: Bryonieae)، قبيلة نباتات من فصيلة الالقرعية. الجنس النمطي لها هو الفاشرا.